# 横沢三郎
横沢 三郎（よこざわ さぶろう、1904年12月16日 - 1995年11月28日）は、プロ野球選手・監督。後年には国民野球連盟理事長を経て、パシフィック・リーグの審判部長を務めた。妻は元宝塚歌劇団の花野春子。
東京セネタースでプレーした横沢四郎・七郎は実弟（七郎は戦後セネタースでもプレーした）。

## 来歴・人物
1904年12月16日に当時日本の領土であった台湾で生まれ、東京府東京市（現：東京都特別区）で育つ。旧制荏原中学校時代は遊撃手、旧制明治大学時代は二塁手。大学卒業後、社会人クラブチーム・東京倶楽部の内野手としてプレーし、都市対抗野球4度の優勝に貢献。
1936年にプロ野球球団の東京セネタースが設立されると初代の監督として招聘され、1937年秋季リーグ戦では選手としても1試合に出場したが、同年秋季途中で監督を辞任。東京倶楽部時代、合間に東京六大学野球の審判を務めていた経験を活かしてプロ野球審判に転向すると、日本野球連盟の審判部に入局し、1944年の一時休止まで勤めた。
終戦後の1946年、戦前セネタース時代の仲間と共に新たにセネタースを設立。大下弘、白木義一郎といった個性のある新人を発掘してプロ野球ブームの呼び水を作るが、同年オフに「強盗慶太」の異名をとる五島慶太率いる東京急行電鉄の乗っ取りに遭い、横沢は「戦犯の下で野球ができるか!!」（当時、五島はA級戦犯に指定されていた）と憤激し、わずか1年で監督辞任。プロ野球監督としての野球人生にピリオドを打った。セネタース球団は慢性的な資金不足状態だったこともあり、東急に買収されて「東急フライヤーズ」となった。
プロ野球監督生活に別れを告げると、翌1947年に国民野球連盟を立ち上げて事務局長に就任。日本野球連盟に対抗しようとしたが、徹底的に妨害された結果、わずか1年で頓挫。1949年末にプロ野球が2リーグ制に移行すると、パシフィック・リーグの審判として球界復帰。1951年からは二出川延明の後任として第二代パ・リーグ審判部長となった。日本シリーズ・オールスターゲーム共に第1回から出場し、1959年まで日本シリーズ連続10回、オールスターゲームに連続9回出場した。
1959年限りで審判部長の座を二出川延明に禅譲し、引退した。1988年には、特別表彰で野球殿堂入りを果たしている。1995年11月28日死去。享年90。

## 詳細情報

### 年度別打撃成績
| 年 度     | 球 団          | 試 合 | 打 席 | 打 数 | 得 点 | 安 打 | 二 塁 打 | 三 塁 打 | 本 塁 打 | 塁 打 | 打 点 | 盗 塁 | 盗 塁 死 | 犠 打 | 犠 飛 | 四 球 | 敬 遠 | 死 球 | 三 振 | 併 殺 打 | 打 率 | 出 塁 率 | 長 打 率 | O P S |
| --------- | -------------- | ----- | ----- | ----- | ----- | ----- | -------- | -------- | -------- | ----- | ----- | ----- | -------- | ----- | ----- | ----- | ----- | ----- | ----- | -------- | ----- | -------- | -------- | ----- |
| 1937秋    | 東京セネタース | 1     | 1     | 1     | 0     | 0     | 0        | 0        | 0        | 0     | 0     | 0     | --       | 0     | --    | 0     | --    | 0     | 0     | --       | .000  | .000     | .000     | .000  |
| 通算：1年 | 通算：1年      | 1     | 1     | 1     | 0     | 0     | 0        | 0        | 0        | 0     | 0     | 0     | --       | 0     | --    | 0     | --    | 0     | 0     | --       | .000  | .000     | .000     | .000  |

### 年度別監督成績
| 年度       | 順位      | 試合数 | 勝利 | 敗戦 | 引分 | 勝率 | ゲーム差               | 本塁打                 | 打率                   | 防御率                 | 年齢                   | 球団                   |
| ---------- | --------- | ------ | ---- | ---- | ---- | ---- | ---------------------- | ---------------------- | ---------------------- | ---------------------- | ---------------------- | ---------------------- |
| 1936年春夏 | --        | 18     | 14   | 4    | 0    | .778 | --                     | 3                      | .237                   | 2.82                   | 32歳                   | 東京セネタース         |
| 1936年秋   | --        | 28     | 12   | 16   | 0    | .429 | --                     | 3                      | .237                   | 2.82                   | 32歳                   | 東京セネタース         |
| 1937年春   | 3位       | 56     | 30   | 26   | 0    | .536 | 12                     | 4                      | .214                   | 2.55                   | 33歳                   | 東京セネタース         |
| 1937年秋   | 5位       | 48     | 20   | 27   | 1    | .426 | 18.5                   | 13                     | .200                   | 3.61                   | 33歳                   | 東京セネタース         |
| 1946年     | 5位       | 105    | 47   | 58   | 0    | .448 | 19                     | 43                     | .238                   | 3.67                   | 42歳                   | セネタース             |
| 通算：3年  | 通算：3年 | 215    | 104  | 111  | 0    | .484 | Aクラス1回、Bクラス1回 | Aクラス1回、Bクラス1回 | Aクラス1回、Bクラス1回 | Aクラス1回、Bクラス1回 | Aクラス1回、Bクラス1回 | Aクラス1回、Bクラス1回 |

- 1937年秋季は開幕から9月9日まで指揮

### 表彰
- 野球殿堂特別表彰（1988年）

### 背番号
- 21 （1936年）
- なし （1937年）
- 30 （1946年）